# Pediacus ater
Pediacus ater is een keversoort uit de familie platte schorskevers (Cucujidae). De wetenschappelijke naam van de soort werd in 1897 gepubliceerd door Antoine Henri Grouvelle.